# Minoa opistholeuca
Minoa opistholeuca là một loài bướm đêm trong họ Geometridae.